# Johanna Lindsey
Helen Johanna Lindsey (* 10. März 1952 in Frankfurt am Main; † 27. Oktober 2019 in Nashua, New Hampshire) war eine US-amerikanische Schriftstellerin. Sie war neben Catherine Coulter eine der weltweit meistgelesenen Autorinnen historischer Liebesromane, besonders von Bodice-Ripper-Romanen. Ihre Bücher schafften es auf die Bestsellerliste der New York Times, viele erreichten sogar Platz 1. Lindsey war die produktivste Autorin des New Yorker Avon-Verlags.

## Leben und Werk
Lindsey war die Tochter des in Deutschland stationierten US-amerikanischen Soldaten Edwin Dennis Howard. Nach dem Tod ihres Vaters im Jahr 1964 zogen sie und ihre Mutter nach Hawaii. Im Jahr 1970 heiratete sie Ralph Lindsey und wurde Hausfrau und Mutter von drei Söhnen: Alfred, Joseph und Garret. Nach dem Tod ihres Ehemannes blieb sie unverheiratet und lebte bis zu ihrem Tod in Neuengland. Lindsey schrieb ihr erstes Buch Captive Bride (‚Die Gefangene Braut‘) 1977. Das Buch hatte großen Erfolg, so dass sie mit dem Schreiben weitermachte. Ihre Bücher verkauften sich weltweit über 60 Millionen Mal (2008) und wurden mehrere Sprachen übersetzt. Sie schrieb neben ihren historischen Liebesromanen auch einige wenige futuristische Romanzen. Im Jahr 2001 verließ Lindsey Avon und wechselte zum Verlag Simon & Schuster. Die deutschen Übersetzungen ihrer Romane erscheinen überwiegend im Heyne Verlag.

## Publikationen (Auswahl)
- Paradies der Leidenschaft. Heyne, München 1988, ISBN 3-453-02592-X.
- Zärtlicher Sturm. Heyne, München 1995, ISBN 3-453-00304-7.
- Wenn die Liebe erwacht. Heyne, München 1995, ISBN 3-453-02532-6.
- Geheime Leidenschaft. Heyne, München 1995, ISBN 3-453-03637-9.
- Sklavin des Herzens. Heyne, München 1995, ISBN 3-453-04901-2.
- Gefangene der Leidenschaft. Heyne, München 1995, ISBN 3-453-06962-5.
- Die gefangene Braut. Wilhelm Heyne Verlag, München 1997, ISBN 3-453-02443-5.
- Die Sprache des Herzens. Heyne, München 1997, ISBN 3-453-11715-8.
- mit Eva Malsch: Zorn und Zärtlichkeit. Heyne, München 1999, ISBN 3-453-02238-6.
- Herzen im Sturm. Heyne, München 2003, ISBN 3-453-86494-8.
- Wogen der Leidenschaft. Pavillon-Verlag, München 2005, ISBN 3-453-77057-9.
- Verborgene Träume. Heyne, München 2005, ISBN 3-453-49012-6.
- Wagnis der Liebe. Heyne, München 2007, ISBN 978-3-453-81096-9.
- mit Julia Paiva Nunes: Gefechte der Liebe. Heyne, München 2012, ISBN 978-3-453-40986-6.
- One heart to win Gallery Books, New York 2013, ISBN 978-1-4767-1426-4.

Wikinger-Reihe
- Wildes Liebesglück / Auf den Schwingen der Sehnsucht. Heyne, München 1981, ISBN 3-453-84044-5.
- Herzen in Flammen. Heyne, München 1995, ISBN 3-453-02882-1.
- Die Rache der Liebe. Heyne, München 1997, ISBN 3-453-12487-1.

Glorious-Angel-Reihe
- Liebe unter heisser Sonne / Die Sprache des Herzens / Sündige Liebe. 3 Romane in einem Band, Heyne, München 1990, ISBN 3-453-03499-6.

Wyoming-Reihe
- Wild wie der Wind. Heyne, München 1994, ISBN 3-453-02353-6.
- Rebellion des Herzens. Heyne, München 1995, ISBN 3-453-08908-1.
- Wildes Herz. Pavillon-Verlag, München 2004, ISBN 3-453-87855-8.